# 약하게 상호작용하는 무거운 입자
약하게 상호작용하는 무거운 입자(weakly interacting massive particles; WIMP)는 천체 물리학에서 암흑물질의 정체라고 지목되는 가설 상의 입자이다. 이 입자들은 약한 핵력과 중력을 주고받으며, 서로 상호 작용하며, 그 외에도 약력보다 강한 다른 상호 작용을 하고 있을 것으로 추정된다. 이 입자들은 전자기력으로 상호 작용하지 않기 때문에 직접 관찰되지 않으며, 강한 핵력으로 상호 작용하지 않기 때문에 원자핵과 강하게 작용하지 않는다. WIMP는 보통 입자들과는 상호 작용하지 않기 때문에, 오로지 다른 WIMP와만 상호 작용한다. 또한, 이런 WIMP의 특성들은 WIMP가 더 무겁고 느리다는 것을 제외하고는 중성미자와 유사한 성질을 지니게 한다. WIMP는 WIMP끼리 반응했을 때 감마선을 방출한다.

## 이론적 기틀과 성질
잘 알려진 입자 물리학의 표준 모형의 확장인 R 반전성-보존 초대칭은 WIMP같은 입자를 예측한다. 그러나 아직까지 초대칭성 내의 많은 입자들 중 관측된 것은 없다. 초대칭 외에도 보편적 여분차원(universal extra dimension (UED))이론이나 리틀 힉스(little Higgs)이론에서도 WIMP같은 입자를 예측한다.
| 모형            | 반전성    | 후보                                                                 |
| --------------- | --------- | -------------------------------------------------------------------- |
| 초대칭          | R 반전성  | 가장 가벼운 초대칭 입자 (lightest supersymmetric particle, LSP)      |
| 보편적 여분차원 | KK 반전성 | 가장 가벼운 칼루차-클레인 입자 (lightest Kaluza-Klein particle, LKP) |
| 리틀 힉스       | T 반전성  | 가장 가벼운 T 반전성이 홀인 입자 (lightest T-odd particle, LTP)      |

윔프의 주요 이론적 성질은 다음과 같다.
- 약한 핵력과 중력으로 상호 작용하며, 미시적 범위를 넘어서지 않는 단면적을 가지는 다른 상호 작용을 하고 있을 것으로 추정됨.[4]
- 표준 입자들에 비해 무거운 질량을 가짐. (sub-전자볼트를 가진 윔프는 가벼운 암흑 물질 정도의 질량을 가질 것으로 추정됨)

윔프는 일반적인 물질과 전자기적으로 상호 작용하지 않기 때문에, 일반적인 전자기적 관측방법으로는 보이지 않을 것으로 추정된다. 또 그 무거운 질량 때문에 상대적으로 느리고, 따라서 차가울 것으로 추정된다. 윔프의 상대적으로 느린 속도는 서로의 중력 이끌림을 넘어서기 어려울 것이므로, 윔프는 무리 지어서 존재할 것으로 추정된다. 윔프는 액시온과 마초 (massive compact halo objects, MACHO)와 함께 차가운 암흑 물질의 주요 후보 중 하나로 꼽힌다(마초는 윔프와 대조하기 위해서 의도적으로 지어진 이름이다). 또한, 마초와는 다르게 표준 모형 중의 알려진 안정된 입자 중에서는 윔프의 모든 특성을 갖고 있는 입자는 없다. 보통 물질과 거의 상호 작용을 하지 않는 중성미자와 같은 입자는 매우 가볍고, 이에 따라 뜨겁고 매우 빠르게 움직인다.

## 암흑물질로서의 윔프
비록 지금 시점에서 윔프의 존재는 사실 이론에 불과하지만, 윔프는 암흑 물질에 관련된 천체물리학과 우주론의 여러 문제들을 해결해준다. 오늘날에는 천문학자들 사이에서는 우리 우주 안의 대부분의 질량이 암흑 물질이라는 점에 거의 동의가 이루어졌다. 차가운 암흑 물질로 가득 찬 우주를 시뮬레이션 해본 결과, 이것은 관측된 바와 유사한 은하 분포를 이룬다. 반면에 뜨거운 암흑 물질로 가득 차 있다고 가정 할 경우 은하의 거시적인 구조를 망가뜨리기 때문에 가능한 우주론적 모형으로 고려되지 않는다.
윔프는 모든 입자들이 열 평형 상태에 있었던 초기 우주의 암흑 물질의 한 모형으로써 이야기에 잘 들어맞는다. 초기 우주에 존재했었던 고온의 상태에서, 암흑 물질 입자와 그 반입자는 더 가벼운 입자로 붕괴되거나 그로부터 생성되고 있었을 것이다. 우주가 팽창하고 식어감에 따라 가벼운 입자들의 평균적인 열 에너지가 낮아지고, 마침내 암흑물질이 입자-반입자 쌍을 생성하지 못하게 되었다. 하지만 암흑 물질 입자-반입자 쌍의 붕괴는 계속되어 이러한 암흑 물질 입자 쌍의 밀도는 기하급수적으로 감소하게 되었다. 결국 암흑 물질 입자와 반입자의 붕괴가 더 이상 일어나지 않을 정도로 밀도가 낮아져 붕괴가 멈추게 되고, 우주가 계속해서 팽창함에도 불구하고 암흑 물질의 입자 개수는 일정하게 유지되게 되었다. 반면 더 큰 상호 작용 단면적을 가진 입자들은 오랜 기간 동안 계속해서 붕괴하였고, 결국 붕괴 작용이 멈추었을 때에는 상대적으로 낮은 밀도를 갖게 되었다. 현재 우주에 존재하는 암흑 물질의 양을 고려하면, 만약 암흑 물질이 우주 초기부터 존재한 매우 오래된 입자일 경우에는 그 입자-반입자 쌍의 붕괴를 통제하는 상호 작용 단면적이 약한 핵력의 상호작용 단면적보다 클 수 없다는 결론이 도출된다. 만약 이 모형이 옳다면, 암흑 물질 입자는 윔프의 성질을 갖게 된다.

## 실험적 관측
윔프는 중력과 약한 핵력만으로 상호 작용하기 때문에 극도로 관측하기 어렵다. 하지만, 윔프를 직접 또는 간접적으로 관측하기 위한 실험이 여러 차례 있었다. 헤일로 윔프들은 태양을 지나면서 태양 양성자나 헬륨 원자와 상호 작용 할 것이고, 이것은 윔프가 에너지를 잃게 만든다. 결과적으로 나타나는 느려진 윔프는 태양의 중력권에서 벗어날 수 없을 것이고, 끝내 태양에 ‘사로잡히게’ 된다. 윔프가 계속해서 태양 내부에서 열중성자화되면, 윔프는 서로 붕괴하기 시작하여 고에너지 중성미자를 비롯한 다양한 입자를 생성하게 된다.
그리고 이 중성미자들 중 일부는 지구로 날아와 일본의 슈퍼 카미오칸데와 같이 지구상에 존재하는 여러 중성미자 망원경에 관측될 수 있다. 이러한 중성미자 관측의 하루 빈도수는 윔프 입자의 성질이나 힉스 보존의 질량과 관련이 있다. 윔프의 붕괴를 통해 중성미자를 관측하려는 흡사한 실험이 지구 안과 은하 중심에서 진행되고 있다.
대부분의 윔프 모형이 거대 천체 내부에 많은 수의 윔프 입자가 사로잡혀 있을 것이라 예측하여 이 실험의 성공을 보장하는 것 같지만, 그러한 모형들이 처음부터 부정확하거나 암흑 물질과 관련된 현상의 일부만을 설명하는 것일 수도 있다는 가능성 또한 배제할 수 없다. 그러므로, 설령 여러 실험들이 차가운 암흑 물질의 존재를 뒷받침 하는 근거를 발견하더라도, 윔프 이론을 정립하기 위해서는 직접적인 관측 방법이 필요하다.
비록 태양이나 지구를 지나치는 대부분의 윔프들이 아무런 효과 없이 통과 할 것이라 추측되더라도, 과학자들은 충분히 거대한 관측기를 통과하는 암흑 물질 윔프가 적어도 한 해에 몇 번 정도는 관측 가능할 정도의 상호 작용을 할 것이라 기대하고 있다. 현재 윔프를 관측하기 위한 일반적인 전략은 가능한 한 거대하게 매우 민감한 관측계를 구축하는 것이다. 이것은 앞서 중성미자를 발견하고 현재 계속해서 관측하고 있는 방법이다.

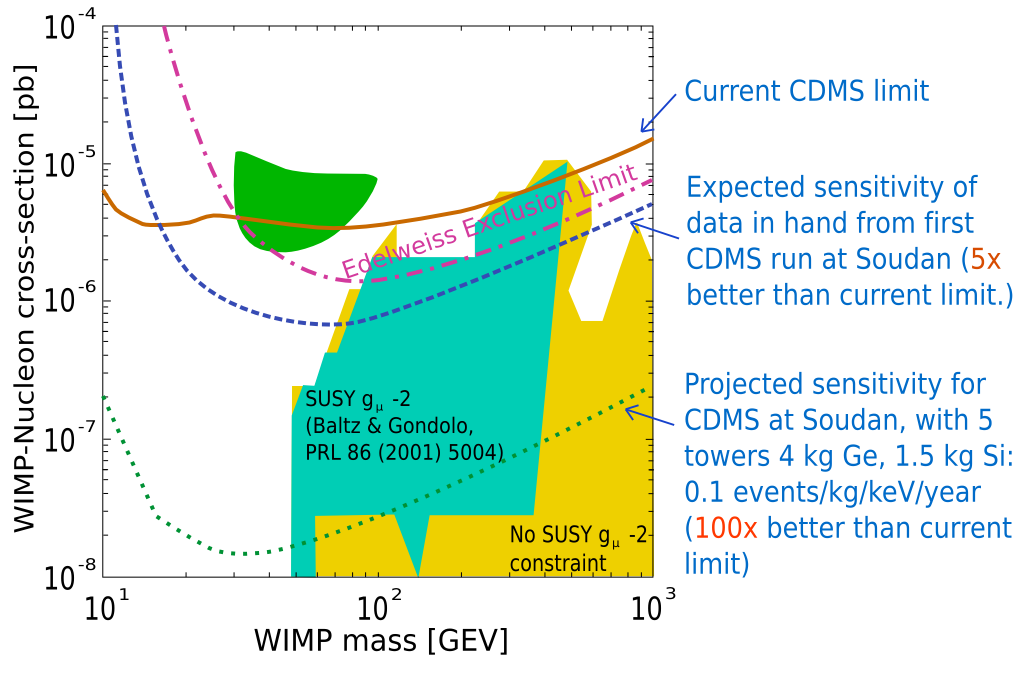
CDMS parameter space excluded as of 2004. DAMA result is located in green area and is disallowed.

### CDMS
수단 광산에서의 차가운 암흑 물질 탐색(Cryogenic Dark Matter Search, CDMS)에서 사용되는 기술은 매우 차가운 게르마늄과 실리콘 결정에 의존한다. 각각 하키 퍽 정도의 크기인 결정은 50mK까지 냉각된다. 윔프가 결정을 뚫고 지나갈 순간 알루미늄과 텅스텐으로 이루어진 표면 금속 층을 이용한다. 이러한 디자인은 윔프가 지나가며 원자를 ‘치고’ 갈 때 발생하는 진동을 측정하기 위함이다. 특정 온도에서 텅스텐이 초전도 상태에 있도록 텅스텐 초전도 전이단 센서 (transition edge sensor, TES)가 유지된다. 일정 규모 이상의 결정 진동은 열을 생성하게 되고 이것은 전기저항에 변화를 일으키기 때문에 측정할 수 있다.
2010년 2월, 연구자들은 수단 CDMS II 실험에서 윔프-원자 충돌로 야기된 현상을 두 번 관측했다고 발표했다.
게르마늄 퍽 하나를 사용하는 작은 관측기인 CoGeNT는 더 작은 질량의 윔프를 관측하기 위해 만들어졌는데, 56일동안 수백 건의 현상을 관측했다.  캘리포니아 대학교에서 이 사실을 발표한 실험 책임자 후안 콜러 (Juan Collar)는 다음과 같이 말했다: “만약 이것이 진짜라면, 우린 매우 아름다운 암흑 물질의 신호를 보고 있는겁니다.”  (다른 설명으로는, 전자의 방사성 붕괴 과정에서 가짜 신호가 만들어질 수도 있다)  이 실험은 윔프의 질량을 약 7-11GeV (어림잡아 양성자 질량의 10배로, CDMS II 실험의 최솟값이기도 하다)으로 측정했다.

### DRIFT
DRIFT(Directional Recoil Identification From Tracks)는 윔프의 존재 여부를 밝히기 위해 예측된 윔프 신호의 지향성을 활용하는 계획이다. DRIFT 관측기는 1m3 분량의 이산화황 기체를 표적 물질로 사용한다. 저압 기체를 사용한다는 것은 윔프가 표적 원자와 충돌함에 따라 수 밀리미터에 걸쳐 대전된 입자의 흔적을 남긴다는 것을 의미한다. 이 대전입자의 흔적은 MWPC 판독 장치를 통해 삼차원으로 재구성되어 윔프가 어느 방향으로부터 왔는지 결정하는데 쓰이게 된다.

### 신틸레이터
윔프에 의해 ‘차인’ 원자를 관측하는 또 다른 방법은 광전 증폭된 물질의 움직이는 원자에서 생성되는 광펄스를 이용하는 것이다. SNOLAB의 DEAP이나 LNGS의 WARP같은 실험에서는 액체 아르곤의 매우 큰 목표 질량을 민감한 윔프 수색에 이용한다. 또 다른 이탈리아에 있는 DAMA/Nal과 DAMA/LIBRA 탐지기이다. 이 탐지기는 빛을 생성하는 과정에서 나오는 거짓 신호를 구별해내기 위해 여러 물질들을 사용한다. DAMA의 연간 조정은 예측된 윔프의 신호 중 하나이며,

이를 바탕으로 DAMA 콜레보레이션은 탐지가 긍정적이라 주장한다. 하지만 다른 연구소들은 이 결과를 아직 인정하지 않는다. DAMA 신호가 실제로 윔프에 의한 것이라면 CDMS와 EDELWEISS 실험에서는 윔프와 핵의 산란체가 다수 관찰될 것으로 기대하고 있다. 다른 대부분의 실험들은 이러한 결과를 예측하지 않기 때문에, 윔프 관측에서의 DAMA의 예측 결과는 대부분의 윔프 모형에서 제외될 것이다. 윔프 모형을 잘 조정하여 긍정적인 DAMA 결과와 다른 부정적 결과를 조화시키는 것이 불가능하지는 않으나, 실험의 정밀도가 올라갈수록 이는 어려워진다. 수단 광산에서 관측되어 2004년 5월에 발표된 CDMS 데이터는 DAMA 신호가 가정하는 윔프와 암흑 물질 헤일로의 성질들을 배제하고있다

## 같이 보기
- 힉스 보존
- 마이크로 블랙홀

### 이론적인 후보
- 가장 가벼운 초대칭 입자 (Lightest Supersymmetric Particle, LSP)
- 뉴트랄리노
- 마요라나 페르미온
- 비활성 중성미자

### 실험
- Large Underground Xenon Detector, or LUX[21]
- Cryogenic Dark Matter Search, or CDMS
- Cryogenic Rare Event Search with Superconducting Thermometers, or CRESST
- DAMA/NaI
- DAMA/LIBRA
- DEAP
- DarkSide[22]
- Directional Recoil Identification From Tracks, or DRIFT
- EDELWEISS
- MIMAC
- PICASSO
- SIMPLE[23]
- WIMP Argon Programme, or WARP
- XENON Dark Matter Search Experiment, or XENON
- ZEPLIN-III[24]
- ANAIS
- ArDM
- 한국 암흑물질 탐색실험(영어: Korea Invisible Mass Search , 줄여서 KIMS)
- XMASS

## 참고 문헌
- Bertone, Gianfranco (2010). 《Particle Dark Matter: Observations, Models and Searches》. Cambridge University Press. 762쪽. ISBN 978-0-521-76368-4.